# BS한양
BS한양(BS漢陽, BS Hanyang Co., Ltd.)은  대한민국의 건설회사이다.

## 브랜드
- 수자인